# Garnet Charwat
Garnet Charwat (ur. 7 czerwca 1967) – nikaraguańska pływaczka, uczestniczka letnich igrzysk olimpijskich.
Charwat reprezentowała Nikaraguę na Letnich Igrzyskach Olimpijskich 1980. Miała wówczas 13 lat i jest najmłodszą olimpijką w historii Nikaragui. W wyścigu 100 m stylem dowolnym zajęła 8. miejsce w eliminacjach, które nie premiowało awansu do finału. W eliminacjach na 100 m stylem klasycznym zajęła 5. miejsce i także w tej konkurencji znalazła się poza dalszą rywalizacją.